# Pluriel des noms communs français en « ou »
Les noms se terminant en « ou » se terminent par « ous » au pluriel comme : bisous, clous, écrous, filous, flous, gourous, mous, sous, trous, etc.
Exceptions qui se terminent par « oux » au pluriel : 
1. un bijou, des bijoux[1]
2. un caillou, des cailloux[2]
3. un chou, des choux[3]
4. un genou, des genoux[4]
5. un hibou, des hiboux[5]
6. un joujou, des joujoux[6]
7. un pou, des poux[7]

D'autres mots peuvent faire leur pluriel ainsi :
- ripou, depuis la sortie en 1984 du film Les Ripoux de Claude Zidi : le néologisme « ripou », verlan du mot pourri qui désigne un policier corrompu, dont l’usage familier et la graphie en -x du pluriel ont été reconnus par des dictionnaires de référence comme le Petit Larousse[8].
- chouchou[9], même si la graphie utilisée pour le pluriel de ce mot familier varie en fonction de ses différents sens et que le pluriel en -x n’a pas été officialisé par l’Académie française ni les dictionnaires de référence de la langue française.
- boutchou, pour lequel l'usage hésite. Le -x se justifie parce que le mot est à l'origine une contraction de « bout de chou ».
- tripous ou tripoux (nom masculin pluriel) sur lequel l’usage hésite encore, et pour lequel l’Académie propose les deux variantes, avec -s et avec -x[10].

Traditionnellement, faute d’explication à donner aux écoliers, les enseignants ont fait apprendre « par cœur » la liste de ces mots par ordre alphabétique, en recourant parfois à des moyens mnémotechniques (comme la phrase « Viens mon petit  chou sur mes genoux, ne fais pas joujou avec mes bijoux, jette plutôt des cailloux à ce vieux hibou plein de poux. »).

## Orthographe et évolutions
La linguiste (et historienne de l’orthographe française) Nina Catach (1923-1997), avance les explications suivantes :

« Pour les mots en -ou, comme clou(s) / pluriel clous, l’Académie donne le pluriel en s, sauf pour ceux qui finissaient anciennement par un l mouillé, comme pou / poux (ancien français pouil), genou / genoux, verrou / verroux (Acad. genouil, verrouil jusqu’en 1762, puis pluriel verrous). Pour chou(x), la présence ancienne du l final (1606 choul) a également favorisé le maintien du x final au pluriel (cf. ciel / cieux). »

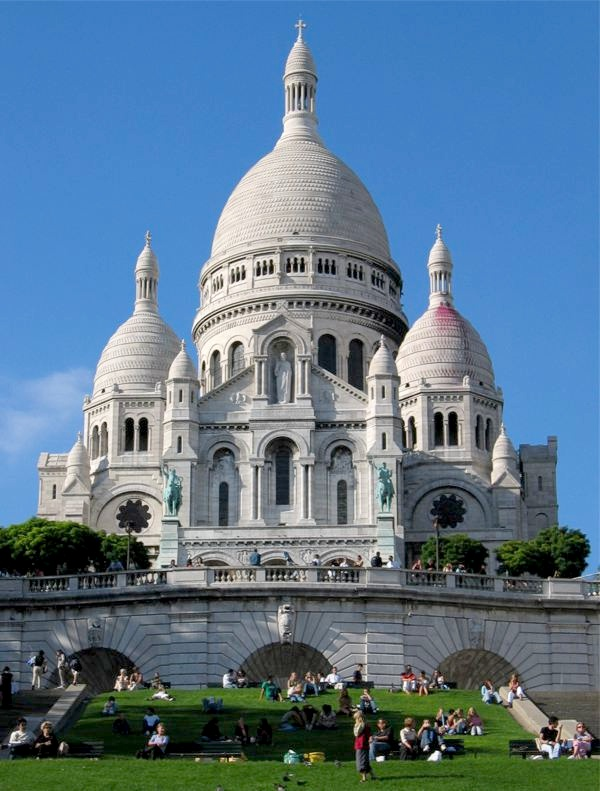
La basilique du Sacré-Cœur de Montmartre.

Nina Catach donne son opinion personnelle dans un ouvrage  intitulé Les Délires de l’orthographe (1989) :
« Bijoux (de la couronne) : Il y a deux sortes de reliques : les monuments et les grigris. On me dit que l’écriture du français est un monument historique. Je le veux bien. Le Sacré-Cœur, même très laid, est un monument historique. L’x des sept pluriels en -oux (qui sont huit avec chouchoux comme les Trois Mousquetaires étaient quatre) n’est qu’un grigri ridicule, fantaisie abréviative pour -us au Moyen Âge, dont la conservation depuis dix siècles tient du miracle de Lourdes.
[…]
On dresse nos enfants à adorer ces bêtises, au point qu’ils en demeurent tout rassotés comme Thomas Diafoirus. Il est temps, grand temps, de ravaler ces façades, de dégager les lignes élégantes de l’architecture d’ensemble, de rejeter ces superstitions d’un autre âge pour une religion plus raisonnable. »
Nina Catach n’a pas été entendue sur ce point puisque les rectifications orthographiques de 1990 n’ont pas touché à bijoux, cailloux, choux, genoux, hiboux, joujoux, poux, etc. Ces rectifications de 1990 ont été précédées par la réforme d’Aristide Beslais (directeur de l'enseignement au ministère de l'Éducation nationale de 1947 à 1959) qui allait plus loin puisqu’elle prévoyait « l’unification des pluriels : des bijous, des chevaus, des cheveus et… heureus, faus, rous…».